# 레드폴
레드폴(Redfall)은 아케인 오스틴이 개발하고 베데스다 소프트웍스가 배급한 1인칭 슈팅 게임 비디오 게임이다. Windows와 Xbox Series X/S용으로 2023년 5월 2일에 출시되었다. 이 게임은 게임플레이 디자인, 스토리, 기술적인 문제에 대한 비판으로 인해 엇갈린 평가를 받았다.

## 게임플레이
레드폴은 오픈 월드 1인칭 슈팅 게임 비디오 게임으로, 싱글 플레이어와 협업 멀티플레이어 모드를 모두 갖추고 있다. 플레이어는 각기 고유한 배경과 능력을 가진 네 명의 플레이 가능한 캐릭터 중에서 선택하여 게임 내에서 뱀파이어 및 인간 적과 싸운다.
플레이 가능한 구역은 게임 내 두 개의 맵, 구역 1과 구역 2로 나뉜다. 레드폴 게임플레이 루프의 큰 구성 요소는 무기/장비 전리품과 희귀도이다. 플레이어는 레벨 업, 탐험, 퀘스트 목표 달성 시 더 좋은 장비를 보상으로 받는다.

## 스토리

### 전제
게임은 가상의 섬 마을인 매사추세츠주의 레드폴을 배경으로 한다. 과학 실험의 실패 이후, 뱀파이어 군단이 고립된 마을을 점령하고 외부와의 통신을 차단했다. 레드폴에 갇힌 플레이어는 명성을 좇는 미확인 동물학자(cryptozoologist) 발명가 데빈더 크로슬리, 텔레키네시스 학생 라일라 엘리슨, 전투공병 레미 데 라 로사, 전 미국 군대 특수부대 저격수 베테랑에서 초자연적인 민간군사기업 벨웨더 시큐리티 운영자로 변모한 제이콥 보이어 – 네 명의 독특한 생존자 중에서 선택하여 뱀파이어와 인간 협력자/컬트 신봉자 모두를 포함한 적들을 처치해야 한다.

### 줄거리
레드폴 섬 마을은 뱀파이어 무리에게 비밀리에 침투당한다. 뱀파이어들이 거리에서 공개적으로 레드폴 사람들을 잡아먹기 시작하면서 전면적인 침공이 된다. 일부 마을 사람들과 네 명의 뱀파이어 사냥꾼들은 배를 타고 마을을 탈출하려 하지만, 뱀파이어들은 섬 주위에 통과할 수 없는 물의 벽을 세우는 마법을 걸어 레드폴의 생존자들을 가두고, 뱀파이어들이 섬 전체를 자유롭게 이동할 수 있도록 영구적인 일식을 만들어 태양을 가린다. 뱀파이어 사냥꾼들은 마을로 돌아와 지역 소방서를 해방시키고, 이곳을 그들의 본부이자 생존자들의 피난처로 만든다. 그들은 뱀파이어들을 죽이고 그들을 숭배하는 인간 컬트 신봉자들과 싸우며 뱀파이어 출몰의 근원을 찾기 위해 마을로 나선다.
그들은 뱀파이어들이 섬에 연구소를 두고 있는 과학 연구 단체인 에이붐 테라퓨틱스(Aevum Therapeutics)에서 일하는 과학자 피터 애디슨 박사에 의해 만들어졌다는 것을 알게 된다. 애디슨은 실험적인 절차를 사용하여 "홀로우 맨"으로 알려진 뱀파이어 신이 되었고 섬 전체에 뱀파이어 출몰을 퍼뜨리기 시작했다. 홀로우 맨의 집을 조사하던 뱀파이어 사냥꾼들은 홀로우 맨이 자신의 딸을 대상으로 실험하여 그녀의 병을 치료하려 했다는 사실을 알게 되어 경악한다. 그들은 홀로우 맨의 라디오 방송과 초능력 잔향을 사용하여 그의 은신처를 추적하여 그를 죽인다. 홀로우 맨이 죽자 섬의 라디오가 다시 작동하기 시작하여 뱀파이어 사냥꾼들이 섬의 다른 생존자들과 연락할 수 있게 된다.
뱀파이어 사냥꾼들은 레드폴 해상 센터에서 조난 신호를 듣고 그곳을 해방시켜 그들의 두 번째 생존자 피난처로 만든다. 그곳에서 그들은 블루디 톰과 미스 휘스퍼라는 두 명의 뱀파이어 신이 이 지역에 더 있다는 것을 알게 된다. 그들은 Bellwether Security 전초 기지를 조사하고 블루디 톰과 미스 휘스퍼의 신원이 토마스 킬데르와 앨리스 영이라는 것을 발견하는데, 그들도 전직 에이붐 연구원이다. 그들은 블루디 톰과 미스 휘스퍼의 초능력 공간을 조사하여 그들의 과거를 알아내고, 블루디 톰은 자신의 병든 아버지를 연구에 집중하기 위해 죽게 내버려두었고, 미스 휘스퍼는 자신의 환자들을 대상으로 실험했다는 것을 알게 된다. 뱀파이어 사냥꾼들은 두 뱀파이어 신을 그들의 은신처까지 추적하여 제거한다.
블루디 톰과 미스 휘스퍼의 죽음으로 인해 레드폴의 일식을 책임지는 블랙 썬이라는 한 명의 뱀파이어 신이 남았다. 뱀파이어 사냥꾼들은 에이붐의 창립자 중 한 명인 찰스 벡에게서 초능력 소환을 받는데, 그는 이제 강제로 뱀파이어 짐승이자 뱀파이어 신들의 비유적인 피 주머니인 블러드백 척으로 변모했다. 블러드백 척은 블랙 썬이 자신의 여동생 클레어이며, 그녀를 파괴하는 데 필요한 단서를 찾기 위해 뱀파이어 사냥꾼들을 자신의 초능력 영역으로 보낸다고 밝힌다. 안에서 그들은 찰스와 클레어가 억만장자 투자자 엘리아스 쿠르즈로부터 "게이트웨이"라고 부르는 소녀를 얻었고, 그녀의 독특한 치유 혈액을 실험에 사용했다는 것을 알게 된다. 에이붐이 조사받기 직전에 클레어, 애디슨, 영, 킬데르는 자신들을 뱀파이어 신으로 변모시키기 위해 게이트웨이를 희생했고, 클레어는 찰스를 살해하고 그를 침묵시키기 위해 블러드백 척으로 만들었다.
뱀파이어 사냥꾼들은 블러드백 척을 자비롭게 죽이고 블랙 썬과 대면하는데, 그녀는 다른 뱀파이어 신들을 자신의 라이벌로 만들어 그들을 죽이도록 조종했다고 밝힌다. 치열한 전투 끝에 뱀파이어 사냥꾼들은 블랙 썬을 물리치고 죽이고, 게이트웨이인 그레이스의 영혼을 만난다. 그녀는 자신을 이용한 사람들을 제거해 준 뱀파이어 사냥꾼들에게 감사한다. 블랙 썬이 죽자 일식이 끝나고 레드폴에 햇빛이 돌아오면서 남아 있던 뱀파이어 대부분이 죽는다. 남은 레드폴 생존자들은 반격하여 더 많은 뱀파이어를 죽이고 그들의 컬트 신봉자들이 황야로 도망치게 만든다. 외부 세계로부터 레드폴을 고립시키는 마법도 약해지기 시작한다. 그러나 모든 뱀파이어가 죽은 것은 아니며, 소수는 탈출하여 다른 날 다시 싸울 것이다.

## 개발
레드폴은 2021년 6월 13일 엑스박스와 베데스다 E3 2021 쇼케이스에서 발표되었다. 이 게임은 아케인 스튜디오에서 오스틴 (텍사스주)에 있는 그들의 위치에서 개발되었으며, 라운드하우스 스튜디오(Roundhouse Studios)에서 추가 지원과 지원을 제공했다. 공동 크리에이티브 디렉터 리카르도 베어는 이 게임이 각 게임을 이전 게임과 다르게 만드는 아케인의 전통을 이어갈 것이지만, 깊은 세계 설정과 독창적인 게임 메커니즘에 계속 집중할 것이라고 밝혔다. 2022년 5월 12일, 출시가 2023년 상반기로 연기되었다고 발표되었다. 레드폴은 2023년 5월 2일에 출시되었다. 출시 당시 콘솔 버전에는 60 FPS가 지원되지 않았으며, 몇 달 후인 2023년 10월에 추가되었다.
플레이스테이션 5 버전은 마이크로소프트가 베데스다 소프트웍스를 인수한 후 취소되었다.
2024년 5월, 필 스펜서, 마이크로소프트 게이밍 콘텐츠 및 스튜디오 사장은 아케인 오스틴의 폐쇄와 함께 레드폴에 대한 모든 개발이 종료될 것이라고 발표했다. Xbox는 Hero DLC를 구매한 플레이어에게 보상도 제공할 것이다. 5월 30일, 개발자들은 Neighborhood 및 Nest 시스템을 개편하고 싱글 플레이어 일시 중지 및 오프라인 모드를 추가하는 마지막 업데이트를 출시했다.

## 평가
리뷰 애그리게이터 메타크리틱에 따르면, 레드폴은 "혼합 또는 평균" 평가를 받았다.
피시게임스엔은 스토리를 싫어했으며, 게임이 "캐릭터에 관심을 갖게 만드는 데 실패했다. 그저 기본적일 뿐이다."라고 썼다. VG247은 진행 상황을 호스트에게만 연결하는 것이 실수라고 느꼈으며, "솔로로 플레이하고 싶다면 손님들은 같은 미션을 다시 플레이해야 할 운명이다."라고 말했다. 총격전을 즐겼음에도 불구하고, GamesRadar+는 캠페인의 반복성을 비판하며 "항상 박아야 할 뱀파이어, 폭파해야 할 무언가, 찾아야 할 열쇠, 또는 수집해야 할 아이템이 있을 것이다 – 어떤 버전의 미션 구조가 될지에 따라 달라질 뿐이다."라고 말했다. IGN은 이 게임을 "모든 면에서 제대로 요리되지 않은 루터 슈터"라고 부르며, "지루한 미션, 멍청한 적들, 반복되는 기술적인 문제로 인해 전반적으로 당혹스러울 정도로 나쁜 시간이다. 레드폴은 단순히 햇빛을 볼 준비가 되어 있지 않았다."라고 말했다. 더 버지 또한 비판적이었으며, 게임이 "미흡하고, 제대로 만들어지지 않았으며, 압도적이지 않고, 불편하다. 더 이상 이 게임을 할 필요가 없다는 것이 기쁘다."라고 말했다.
이 게임은 출시 당시 스팀에서 대부분 부정적인 사용자 리뷰를 받았으며, 사용자들은 적의 인공지능, 월드 디자인, 성능 문제를 비판했다.
필 스펜서, 마이크로소프트 게이밍 CEO는 이 게임에 대해 사과하며 "실망했다. 나 자신에게 화가 난다"고 말하며, 게임을 연기해도 도움이 되지 않았을 것이라고 덧붙였다. "게임은 플레이어들이 기대했던 창의적인 비전을 실현하지 못하고 있다."

### 판매량
마이크로소프트에 따르면, 레드폴은 "최소한의 판매량"을 기록했다.

## 참고
1. ↑  Additional support by Roundhouse Studios